# 孙承武
孙承武（1914年—1952年），中华人民共和国政治人物，山西武乡人（一說襄垣人），中国共产党党员，中华人民共和国成立以来的第一任卢氏县县长。

## 生平
1914年，孙承武出生在武乡的一个富农家庭，青年时期参加中国共产党的革命工作，曾任太岳军区司法科科长。
1947年，孙承武随解放军攻占卢氏县，任杜关区委书记，国民党反扑卢氏县后，孙承武任翻身队大队长。1949年，解放军又重新占领卢氏县，孙承武任卢氏县县长，任内生活艰苦朴素，与民同甘共苦，政令以身作则，颇得群众拥戴。但是与此同时，孙承武刚直的性格令一些干部惧而远之。
1952年7月16日，孙承武调任阌乡县委书记，出发前疑因出身于富农的家庭背景受到反对者的猛烈抨击。反对者在卢氏县县委鉴定会上甚至针对孙承武说出不实之辞，斥责孙承武为阶级敌人（意即共产党的敌人）。孙承武不愿意遭受莫须有的批判，在县委鉴定会的第二天不辞而别，县委电告杜关区让其返回。孙承武不堪政治压力，在行至卢氏与灵宝交界处尉家磨露宿时趁警卫员沉睡后持枪自杀，年仅38岁。
孙承武死讯传到卢氏县后，县内的干部群众十分痛惜。为了更好的进行善后，时陕州地委书记史向生亲来处理后事，把孙承武的遗体收葬于卢氏县烈士陵园。文化大革命中，孙承武的尸骨被造反派挖出，文化大革命结束后又重新移葬于县烈士陵园。